# Gienij Agiejew
Gienij Jewgieniewicz Agiejew (ros. Ге́ний Евге́ньевич Аге́ев; ur. 30 października 1929, zm. 11 stycznia 1994 w Moskwie) — Rosjanin, radziecki działacz polityczny i państwowy, generał pułkownik.

## Życiorys
Ukończył Irkucki Instytut Górniczo-Metalurgiczny. Członek KPZR od 1952, był kandydatem na członka KC KPZR w latach 1986–1990.
Od 1965 był w organach bezpieczeństwa państwowego. W latach 1973–1983 był szefem Zarządu Kadr KBP ZSRR i sekretarzem komitetu partyjnego KBP ZSRR, od 17 grudnia 1973 w stopniu generała majora, a od 14 grudnia 1979 generała lejtnanta.
W latach 1983–1990 był zastępcą przewodniczącego KBP ZSRR, od 8 sierpnia 1990 do 28 sierpnia 1990 pierwszym zastępcą. 
18 grudnia 1986 mianowany generałem pułkownikiem.
W latach 1990–1993 deputowany ludowy RSFRR.
W czasie wydarzeń sierpniowych 1991 osobiście kierował przedsięwzięciami związanymi z izolacją prezydenta Gorbaczowa w Forosie. Po upadku puczu Rada Najwyższa zgodziła się na jego aresztowanie, lecz nie doszło do tego ze względu na stan zdrowia (został hospitalizowany). Został zwolniony z KBP za aktywne wsparcie puczystów. W czasie rozprawy prowadzonej przeciwko uczestnikom puczu zeznał, iż nie wydano postanowienia o szturmie budynku Rady Najwyższej RSFRR. 
Odznaczony Orderem Rewolucji Październikowej, dwukrotnie Orderem Czerwonego Sztandaru Pracy, Orderem „Znak Honoru” i medalami. Został pochowany na Cmentarzu Trojekurowskim w Moskwie.